# Михайловское сельское поселение (Калининградская область)
Михайловское сельское поселение — упразднённое в 2013 году муниципальное образование в составе Гусевского района Калининградской области. Административный центр — посёлок Михайлово.

## География
Поселение расположено в западной части района. Площадь поселения составляет 10515 га.

## История
Михайловское сельское поселение образовано 30 июня 2008 года в соответствии с законом Калининградской области № 255. В его состав вошла территория бывшего Покровского сельского округа и части Фурмановского сельского округа.

## Население
| 2010 | 2012  | 2013  |
| ---- | ----- | ----- |
| 1750 | ↗1763 | ↗1810 |

## Состав сельского поселения
В состав сельского поселения входят 8 населённых пунктов
- Еловое (посёлок) — 125[3]
- Каспийское (посёлок) — 68[3]
- Краснополье (посёлок) — 113[3]
- Лермонтово (посёлок) — 190[3]
- Михайлово (посёлок, административный центр) — 323[3]
- Поддубы (посёлок) — 505[3]
- Покровское (посёлок) — 131[3]
- Приозёрное (посёлок) — 295[3]